# Mosquée Freimann
La mosquée Freimann de Munich a été construite entre 1967 et 1973 dans le quartier de Schwabing-Freimann. À l'époque, c'était la septième mosquée d'Allemagne et la première de Bavière.

## Histoire
La première pierre fut posée le 6 octobre 1967, l'inauguration eut lieu le 24 août 1973. Les travaux de construction ont été très lents en raison du manque d'argent. La première célébration du Ramadan, le 20 novembre 1971, a eu lieu dans une mosquée encore en construction. Le coût total (environ trois millions de marks) a été financé par quatorze pays islamiques, et plus de la moitié des fonds proviennent de Libye. La salle de prière peut accueillir quatre cent cinquante personnes, dont une centaine dans la galerie des femmes. Le minaret mesure 33 mètres de haut.
À côté de la mosquée se trouvent une école et un centre de culture islamique.